# Lithobates berlandieri
Espèce
Synonymes
- Rana berlandieri Baird, 1854
- Rana halecina austricola Cope, 1886

Statut de conservation UICN

 LC  : Préoccupation mineure
Lithobates berlandieri est une espèce d'amphibiens de la famille des Ranidae.

## Répartition
Cette espèce se rencontre, jusqu'à 2 595 m d'altitude :
- aux États-Unis, dans le sud du Nouveau-Mexique et dans le centre et l'Ouest du Texas.
- au Mexique au Chihuahua, au Durango, au Zacatecas, au Coahuila, au Nuevo León, au Tamaulipas, au San Luis Potosí et au Veracruz.

Elle a été introduite en Arizona, en Californie, au Sonora et en Basse-Californie.
Les spécimens rencontrés plus au Sud appartiennent à Lithobates brownorum.

## Description
Lithobates berlandieri mesure de 55 à 115 mm. Sa coloration varie du brun au vert pâle avec des taches plus sombres sur le dos. Celui-ci est bordé de chaque côté par une ligne proéminente de couleur plus claire partant de la narine jusqu'à la cuisse.

## Étymologie
Le nom de cette espèce a été donné en l'hommage au naturaliste français Jean-Louis Berlandier.

## Publication originale
- Baird, 1859 : Reptiles of the boundary, with notes by the naturalists of the survey, In Report of the United States and Mexican Boundary Survey, Under the Order of Lieut. Col. W.H. Emory, Major First Cavalry, and United States Commissioner, vol. 2, no 2, Department of the Interior, Washington, D.C., p. 1-35.